# 射阳县人民医院
射阳县人民医院，是中华人民共和国江苏省的一所医院，为二级甲等医院，位于射阳县合德镇。

## 规模
射阳县人民医院总床位300张，日门诊量435人次。